# 이치케리야 체첸 공화국
이치케리야 체첸 공화국(러시아어: Чеченская Республика Ичкерия 체첸스카야 레스푸블리카 이치케리야[*], 체첸어: Нохчийн Пачхьалкх Нохчийчоь 노흐친 파치할크 노흐치최)은 1991년부터 2000년까지 존재했던 체첸 분리주의자들이 세운 정부였다. 그로즈니 함락 이후에도 이를 지지하는 반군은 2007년까지 활동하였다. '이치케리야'는 본래 체첸의 고원 지대를 가리키는 역사적 지명이다.

## 역사
1991년 소비에트 연방이 붕괴된 후 체첸 민족주의자들이 러시아로부터 독립을 선포하였으나 러시아 정부가 이를 인정하지 않으며 갈등이 악화되었다. 체첸 분리주의자들의 지도자로는 소련 중앙 정부에서 일하다가 체첸으로 돌아온 조하르 두다예프가 있었다.
1994년부터 두다예프 정권과 반-두다예프 친러파의 폭력적인 충돌이 일어나며 빠르게 혼란이 확산되었고, 11월에 아브투르하노프가 이끄는 친러파 반군이 그로즈니에 대대적인 공격을 감행하였다가 패퇴한 이후 두다예프는 러시아의 침략을 물리치겠다며 이슬람 국가로의 전환을 선포하였다. 결국 러시아의 보리스 옐친 대통령이 이를 인정하지 않고 체첸을 침공하며 1994년 제1차 체첸 전쟁이 일어났다. 1995년까지 그로즈니에서는 시가전과 폭격이 반복되며 많은 인구가 유출되었고, 한편 체첸계 민간인들은 일종의 지원망을 형성하여 분리주의 반군에 적극적으로 참여하였다. 결정적으로 1996년 8월 그로즈니에서 일어난 3번째 전투에서 러시아군이 패배하자, 알렉산드르 레베디와 체첸 정부 간에 하사브유르트 정전 협정이 맺어져 내전이 일단락되고 체첸은 사실상 러시아로부터 독립하기에 이르렀다.
1997년 1월 대선과 총선이 열려 1차 체첸전의 지휘관이던 아슬란 마스하도프가 대통령으로 선출되고 정권을 수립하였으나, 체첸은 아프가니스탄 이슬람 토후국을 제외한 모든 국가로부터 승인을 받지 못하였다. 이 시기에 체첸은 심각한 치안 문제와 경제난을 겪었으며, 마스하도프는 1997년 5월 옐친과 공식적인 평화 원조 협약을 맺고 영국과 교역하는 등 국가를 안정시키고자 노력하였다. 그러나 전쟁의 여파로 거리에는 무기가 횡행하였고, 황폐화된 그로즈니 시가지에는 전쟁 난민이 넘쳐났다.
1998년 7월 구데르메스에서 술림 야마다예프의 친러 반군이 체첸 군경과 충돌하며 내부 혼란이 극에 달하자 체첸 정부는 긴급 비상 사태를 선포하였다. 이후 마스하도프 정권에 반대하는 파벌과의 갈등으로 혼란이 계속되어 체첸의 주요한 돈줄이던 송유관이 사보타주의 피해를 입었고 마스하도프 역시 여러 차례 암살 시도를 당하였다. 특히 이러한 배경 속에, 1차 내전에서 반군에 가담했던 이들이 별다른 직업을 가지지 못하고 무장을 유지한 채 이슬람 극단주의 성향의 군벌에 가담하기 시작하였는데, 체첸 정부는 이들에게 제대로 통제력을 행사하지 못하였다.
1999년 2월 마스하도프가 이슬람주의자들의 주장에 따라 의회를 해산하고 이슬람 국가 회의를 소집하였고, 동 시기에 극단주의 군벌이 체첸, 다게스탄, 인구셰티야를 총괄하는 북캅카스 이슬람 조직의 선포를 주장하며 대항 정부를 세웠다. 결국 1999년 8월 9일 샤밀 바사예프를 중심으로 한 강경파 군벌이 이슬람 국가 수립을 위해 이웃한 다게스탄 공화국을 침공하자, 캅카스 지역의 이슬람화를 우려한 러시아 연방과 다시 제2차 체첸 전쟁이 발발하였다. 다게스탄 주민들은 체첸 반군을 적극 지지하지 않아 반군은 순식간에 패퇴하였고, 새로 집권한 블라디미르 푸틴 대통령의 적극적인 공세로 2000년 2월 그로즈니가 함락되며 반군은 대부분의 영토에 대한 지배력을 잃고 산악지대로 후퇴하였다.
곧 러시아는 2000년 6월 친러파의 아흐마트 카디로프를 지도자로 임명하여 러시아 연방 소속의 체첸 공화국 정권을 수립하였다. 한편 군벌 조직들은 러시아를 상대로 산발적인 무장 투쟁 및 테러를 벌였으나 지도자들이 잇따라 살해당하며 서서히 와해되었다. 2007년 도쿠 우마로프가 다른 카프카스의 반군과 자신이 이끌던 반군을 합쳐 캅카스 에미레이트를 선포하고 자신이 아미르를 자칭하기도 했으나 현재는 멸망했다.

## 대통령
| 대 | 이름                                | 취임일          | 퇴임일                 | 소속 정당             |
| -- | ----------------------------------- | --------------- | ---------------------- | --------------------- |
| 1  | 조하르 두다예프                     | 1991년 11월 9일 | 1996년 4월 21일 (암살) | 체첸 민족 전국민 회의 |
| 2  | 젤림한 얀다르비예프 (대통령직 대행) | 1996년 4월 21일 | 1997년 2월 12일        | 바이나흐 민주당       |
| 3  | 아슬란 마스하도프                   | 1997년 2월 12일 | 2005년 3월 8일 (암살)  | 바이나흐 민주당       |
| 4  | 압둘 할림 사이둘라예프              | 2005년 3월 8일  | 2006년 6월 17일 (암살) | 없음                  |
| 5  | 도쿠 우마로프                       | 2006년 6월 17일 | 2007년 10월 31일       | 없음                  |

## 출신인물
함자트 치마예프
- 샤밀 바사예프
- 살만 라두예프
- 함자트 겔라예프
- 하타브
- 아인디 타사예프
- 람잔 아흐마도프
- 아흐만 게나예프